# 162. (Turkistan) Infanterie-Division
La 162. (Turkistan) Infanterie-Division ("162ª Divisione di Fanteria (Turkestan)" in tedesco) fu una divisione dell'esercito tedesco, attiva durante la seconda guerra mondiale e composta prevalentemente da soldati di origine caucasica e turkmena, reclutati tra i prigionieri di guerra e i disertori dell'Armata Rossa. L'unità partecipò alle operazioni della campagna d'Italia, venendo disciolta alla fine del conflitto.

## Storia
La divisione venne formata il 21 maggio 1943, riunendo sotto un unico comando una serie di "legioni" create precedentemente con prigionieri di guerra e disertori sovietici: nello specifico, il personale di truppa venne fornito dalla Armenische Legion, dalla Azerbajdzansche Legion, dalla Georgische Legion, dalla Nordkaukasische Legion, dalla Turkestanische Legion e dalla Wolgatatarische Legion; quasi tutti gli ufficiali e gran parte dei sottufficiali erano invece tedeschi provenienti dalla 162. Infanterie-Division, unità sciolta nel gennaio del 1942 dopo le pesanti perdite patite sul fronte orientale.
Dopo l'addestramento nel campo di Neuhammer, nell'ottobre del 1943 l'unità fu inviata nell'Italia settentrionale, venendo impiegata in compiti di retrovia; all'inizio del 1944 fu assegnata alla difesa costiera nella zona della Liguria, ma nel giugno del 1944 fu spostata nel settore adriatico del fronte italiano. In agosto affrontò i reparti dell'Ottava armata britannica nella zona di Rimini, nel corso degli eventi della cosiddetta "operazione Olive": l'unità offrì una scarsa prestazione in combattimento, tanto che il comando tedesco decise di ritirarla dalla prima linea e di impiegarla solo in operazioni contro i partigiani italiani. Dopo alcune operazioni di rastrellamento in Emilia sugli Appennini del Piacentino, Parmense, Reggiano e Modenese, l'unità fu spostata nuovamente nel settore tirrenico, conducendo operazioni nella zona di La Spezia; con la firma della resa di Caserta, l'unità si consegnò poi alle forze vittoriose degli Alleati nella zona di Padova.
In accordo con quanto stabilito durante la conferenza di Jalta, le forze anglo-statunitensi riconsegnarono tutti i prigionieri di guerra di origine sovietica all'URSS, ivi compresi i membri della 162. Division; quasi tutti furono poi condannati a molti anni di lavori forzati nei gulag sovietici.

## Ordine di battaglia
Unità nel 1943:
- Infanterie-Regiment 303
- Infanterie-Regiment 314
- Infanterie-Regiment 329 (aggiunto nell'agosto del 1944)
- Divisions-Bataillon 162
- Artillerie-Regiment 236
- Divisionseinheiten 236:
  - Pionier-Bataillon 936
  - Panzerjäger-Abteilung 236
  - Aufklärungs-Abteilung 236
  - Infanterie-Divisions-Nachrichten-Abteilung 236
  - Nachschubtruppen 936

## Comandanti
| Grado           | Nome                  | Data comando                    |
| Generalmajor    | Oskar von Niedermayer | 13 maggio 1943 - 21 maggio 1944 |
| Generalleutnant | Ralph von Heygendorff | 21 maggio 1944 - 8 maggio 1945  |

## Decorati della divisione
Nella 162ª divisione di fanteria turkmena militarono quattro soldati decorati con la Croce Tedesca in oro:
| Grado           | Nome                  | Data conferimento |
| Major           | Konrad Bahr           | 22 dicembre 1944  |
| Rittmeister     | Heinz Dierker         | 6 gennaio 1945    |
| Generalleutnant | Ralph von Heygendorff | 30 aprile 1945    |
| Hauptmann       | Horst Külken          | 7 dicembre 1944   |

e uno con la barretta per citazione nell'albo d'onore dell'esercito (Major Otto Esper, ricevuta il 27 ottobre 1944).